# Ægteskabets trekant
Ægteskabets trekant er en amerikansk stumfilm fra 1923 af Marshall Neilan og Frank Urson.

## Medvirkende
- Hobart Bosworth som Dr. Frank R. Walters
- Claire Windsor som Mrs. Frank R. Walters
- Raymond Griffith som Leonard Foster
- Bessie Love som Hilda Gray
- George Cooper som Bob Gray
- Tom Gallery som Tommy Tucker
- Helen Lynch som Miriam Barnes